# 203/53 Mod. 1927
Il 203/53 Mod. 1927 era un cannone navale realizzato dall'italiana Ansaldo, impiegato dalla Regia Marina sugli incrociatori pesanti classe Zara.

## Storia
Fino alla prima guerra mondiale la Regia Marina aveva utilizzato principalmente cannoni di concezione e produzione estera, per la maggior parte inglese. Dopo la Grande Guerra si decise di ricorrere ad armi di produzione nazionale. Il ritardo italiano nel settore era notevole ed all'industria venne chiesto un enorme sforzo tecnologico. La produzione interessò tutti i calibri. Per gli incrociatori pesanti classe Trento agli inizi degli anni venti la Ansaldo sviluppò il cannone 203/50 Mod. 1924. L'arma, pur particolarmente leggera, non fu riuscitissima, in particolare per l'alta dispersione dei colpi dovuta all'installazione binata su culla singola. Difatti l'arma, entrata in servizio nel 1928, equipaggiò solo le 4 torrette binate Mod. 1924 del Trento e del Trieste, mentre per la classe Zara venne sviluppato l'impianto da 203/53 Mod. 1927 e per il Bolzano il 203/53 Mod. 1929
Queste navi rappresentarono gli esemplari più riusciti della categoria nella Regia Marina e prestarono servizio durante la seconda guerra mondiale.

## Tecnica
La bocca da fuoco aveva canna del tipo composito, con un'anima a 52 righe destrorse ed una camiciatura altrettanto lunga; l'anima era sostituibile a freddo. L'otturatore era a vite interrotta tipo Welin, operato idraulicamente. I due cannoni che equipaggiavano ogni torretta Mod. 1927 degli Zara erano installati su una culla unica, con gli assi centrali distanti 100 cm. Questa soluzione consentiva un notevole risparmio di peso, ma le interferenze reciproche dei due cannoni ne aumentavano la dispersione dei colpi. Gli organi di elevazione e di puntamento erano attivati elettricamente, mentre i calcatoi erano idraulici, ad eccezione del Pola sul quale erano elettrici. La torre pesava 181 tonnellate.
Sull'incrociatore Bolzano vennero installate quattro torri binate Mod. 1929. Le bocche da fuoco erano identiche alle precedenti, ma la torre nel complesso era più leggera, grazie da una corazzatura più sottile.

## Munizionamento
Il munizionamento era del tipo separato, con carica di lancio contenuta in due  sacchetti di tela, stivati in appositi contenitori protettivi. La granata ad alto esplosivo pesava 110,57 kg e veniva lanciata ad una velocità alla volata di 940 m/s da una carica di 42 kg di polvere infume. Il proietto perforante Mod. 1924, pesante 125,3 kg, raggiungeva una velocità di 950-960 m/s con una carica di 51 kg. Nel tentativo di ridurre la dispersione dei colpi si scelse di ridurre la velocità alla volata del proietto perforante a 900 m/s, usando la carica di lancio da 42 kg della granata HE.